# Spelartrupper under Europamästerskapet i handboll för herrar 2000
Den här artikeln innehåller spelartrupper till Europamästerskapet i handboll för herrar 2000 som spelades i Kroatien mellan 21 och 30 januari 2000.

## Europamästarna -Sverige
- Förbundskapten:  Bengt Johansson

- Tomas Svensson
- Peter Gentzel
- Martin Boquist
- Magnus Andersson
- Magnus Wislander
- Ola Lindgren
- Mattias Andersson
- Andreas Larsson
- Staffan Olsson
- Ljubomir Vranjes
- Mathias Franzén
- Stefan Lövgren
- Thomas Sivertsson
- Martin Frändesjö
- Johan Petersson
- Pierre Thorsson

## Silver -Ryssland
- Förbundskapten:  Vladimir Maksimov

- Dmitrij Filippov
- Vjatjeslav Gorpisjin
- Oleg Grebnev
- Oleg Chodkov
- Eduard Koksjarov
- Denis Krivosjlykov
- Oleg Kulesjov
- Stanislav Kulintjenko
- Vassili Kudinov
- Andrej Lavrov
- Igor Lavrov
- Pavel Sukosian
- Dmitrij Torgovanov
- Aleksandr Tutjkin
- Lev Voronin
- Sergej Pogorelov

## Brons -Spanien
- Förbundskapten:  Juan de Dios Roman

- Talant Dujshebaev
- Jaume Fort
- Antonio Ugalde Garcia
- Andriy Sjtjepkin
- Enric Masip
- Rafael Guijosa
- Iñaki Urdangarin
- Iosu Ollala
- Mariano Ortega
- Demetrio Lozano
- Jordi Nuñez
- Alberto Urdiales
- Juancho Pérez
- David Barrufet
- Alberto Entrerríos
- Antonio Ortega

## Nionde plats -Tyskland
- Förbundskapten:  Heiner Brand

- Jan Holpert
- Christian Ramota
- Henning Fritz
- Stefan Kretzschmar
- Alexander Mierzwa
- Frank von Behren
- Jan-Olaf Immel
- Jörn Schläger
- Daniel Stephan
- Markus Baur
- Volker Zerbe
- Bernd Roos
- Florian Kehrmann
- Klaus-Dieter Petersen
- Matthias Hahn
- Mike Bezdicek